# Jobinia connivens
Jobinia connivens är en oleanderväxtart som först beskrevs av William Jackson Hooker och Arn., och fick sitt nu gällande namn av Gustaf Oskar Andersson Malme. Jobinia connivens ingår i släktet Jobinia och familjen oleanderväxter. Inga underarter finns listade i Catalogue of Life.